# 县治

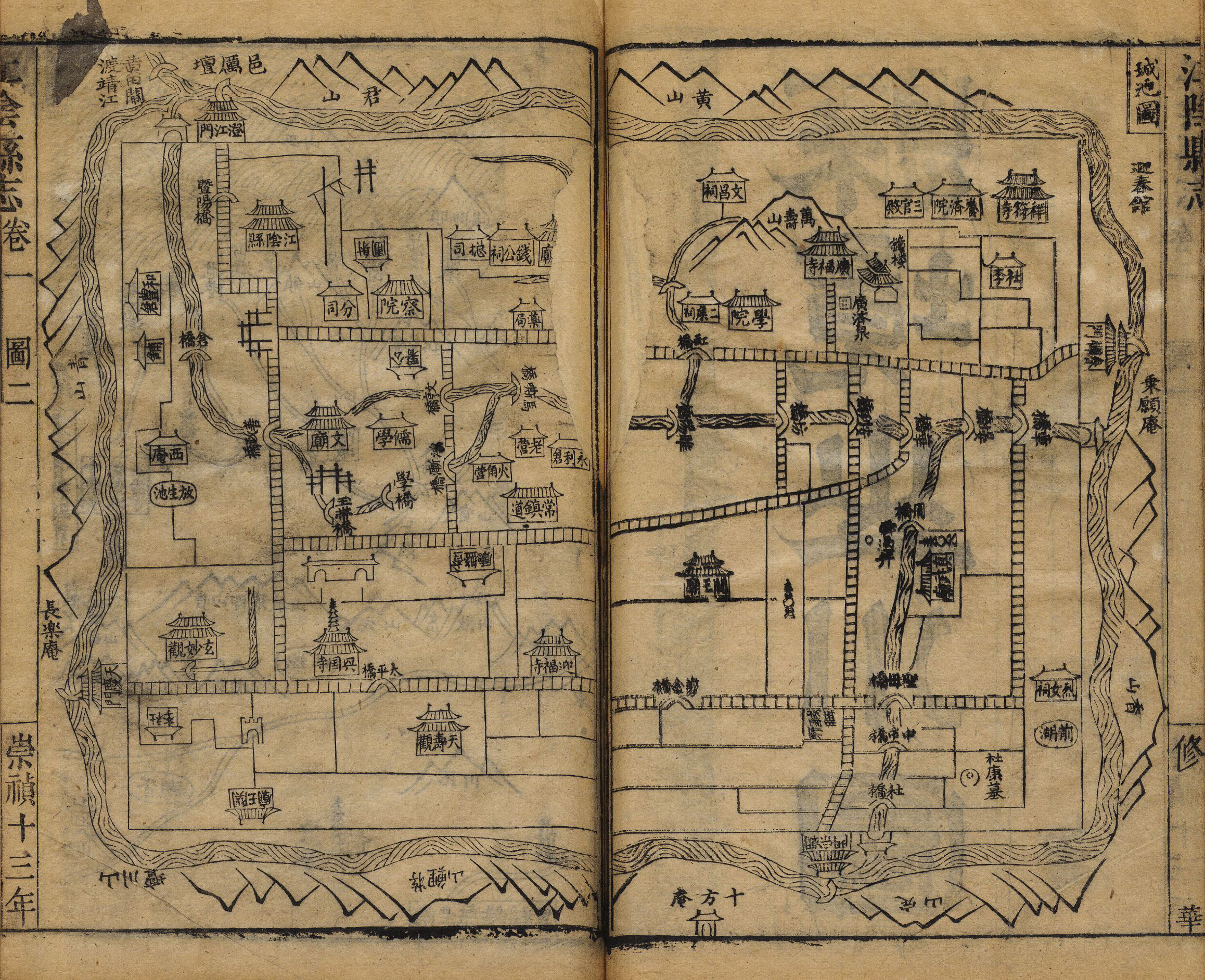
明代江阴县城地图

县治又称县府、县政府驻地，即地方行政区——县的治所。县治所在的城池通常称为縣城。近代指县政府办公所在地。
县治一般设本行政区内，特殊情况下，设于其它行政区内。如在战争时期，县治会多次迁移。和平时期设于其他行政区内，则较少见，或称为“有县无城”。

## 中国的县治
在中国，自秦始皇建立郡县制开始，即有县城。《汉书·高帝纪下》，高祖六年（公元前201年）冬十月，“令天下县邑城。”颜师古注云：“县之与邑，皆令筑城”。学者多据此认为汉代奉行筑城政策。相关考古发掘、勘查也证明汉代郡治、县治较普遍地的建筑城垣，所有“没有城垣的县治当不会太多”:8—9。县城规模受所在地区经济、人口影响。
魏晋以后，中原进入动荡时期。故魏晋南北朝时，政府有在州、郡、县等行政区治所，以及险要之地建筑城垣的传统。地方政府围绕人口聚集之地，建筑城墙，形成城郭，构建起独立的城池，用以抵御外敌，并保障居民安全。居民或居于城中，或附城而居。隋朝时，隋炀帝为加强统治，“郡县乡邑，悉遣筑城，发男女，无少长，皆就役”，然而成者则甚鲜:9。
有当代研究者指出，隋至唐前中期，大部分州县治所城池均沿用前代城垣，或根本没有城垣，只有根少部分州县治所新筑、改筑城垣。宋朝时，因鉴于晚唐、五代藩鎮割據之故，边境地区之外的地区不提倡修建城池。内地的府州县治所长期没有城池或自然废弃旧有城池:9。
一般认为，明清是中国封建时代最后一个筑城高潮:28。有研究者，更进一步指出，明代筑城有两个高潮期，一是明初洪武、永乐朝，二是景泰至万历的明中后期。到明后期，估计全国三分之二以上的县治均筑有城垣。清朝的顺治、康熙、雍正年间，全国各地普遍的修缮了明代旧城。嘉庆后，因社会动荡，全国再度兴起新建、修缮城池的高潮。至清末，绝大部分府州县治所均建筑有城垣:10—11。
明清之时，中国人口繁盛。在经济繁荣、人口稠密之地，一座县城可能会分属两县，长期处于同城而治的状态。晚清以后，随着热武器的广泛运用和不断升级。政府不再修筑围郭形式的县城。当代中国，明清修筑的县城城墙，多随着城市扩展而被破坏。今中国各地留存的城垣遗迹，大多为清代遗迹:11。而留存的城墙会因其文化价值成为文物保护单位。
中华民国初年，明清时期所称县衙改称为县知事公署，后又改称县政府。抗日战争时期，县政府驻地会因县城被军事占领而有多次迁移。
中华人民共和国行政区划体系中的县级市市治所在地，也是一种县城的形式。如今包括县级行政区在内，中国的县治有一千余个。称为县政府驻地（县人民政府驻地）。有数个县治在邻近行政区的情况，称“有县无城”。2018年时，有辽宁省抚顺县、朝阳县，河北省沧县、邢台县、新疆维吾尔自治区和田县等。
在日常行政中，县政府驻地的设置、迁移遵行一定规范。如江苏省人民政府:14、湖南省人民政府:2都制定有各自的《县乡人民政府驻地迁移申报审核工作办法》。在县政府驻地，通常相应的建立配套的行政、教育、生活服务机构。在县级行政区范围内，选址于相对交通便利，通讯及时，经济发达的城镇。按人口及经济规模有大小区分。

## 中国之外的东亚县治
越南沿用古称，称为县莅。
日本的縣都和縣城的意義不同，因為日本的縣是一級行政區。

## 翻译用词
英語中的通常被翻譯為縣城，主要用在美國和加拿大；英國的則被翻譯為郡治。北美並非所有的縣級劃分都用這個名稱：在路易斯安那州稱為「堂區區治」（parish seat），在阿拉斯加稱為行政区区治，在美國的新英格蘭地區以及加拿大海洋省份則稱作郡镇，其中康涅狄格州和羅德島州完全不使用縣級劃分。
美國大多數的縣都只有一座縣城，但少數縣有兩座以上，這常是因為該縣幅員遼闊，加上以前交通不便，而在兩側各設置一座。